# Maiolica arcaica

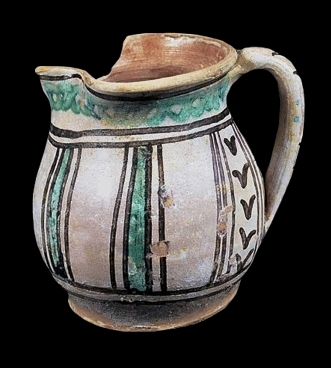
Boccale in maiolica arcaica di produzione pisana

Con la locuzione maiolica arcaica (o anche protomaiolica) si è soliti contraddistinguere un tipo di ceramica rivestita da una coperta vetrificata a base stannifera sul quale sono tracciate decori in verde-ramina e bruno di manganese, prodotta in epoca bassomedievale nell'Italia centro-settentrionale. Caratteristiche di questo vasellame sono, inoltre, la foggiatura al tornio in unica soluzione, senza rifinitura finale e uno smalto sottile tendente al bianco vaniglia dato nelle sole parti riservate alla decorazione soprattutto a motivi geometrici, geometrico-floreali, e, talvolta, raffigurazioni zoo- e antropomorfe o di simbologie sacre.

## Storia
La maiolica arcaica si impose nella scena ceramica della penisola italiana a partire dai primi decenni del XIII secolo. 
I primi centri ad adottare questa produzione furono Pisa, Montelupo Fiorentino, Siena, Orvieto, Montalcino, Viterbo, Roma e più a sud Lucera e Ariano. 
Secondo alcuni studiosi, le conoscenze tecniche per la sua realizzazione non vennero apprese dai ceramisti della penisola per sperimentazioni, ma vennero trasmesse dai contatti avuti con vasellame e maestranze alloctone.
Così a Pisa, per rintracciare l'origine di questa tecnica sono state studiate le ceramiche importate da vari centri del Mediterraneo che vennero usate nella vita quotidiana e come decorazione architettonica sugli edifici religiosi, dette anche bacini ceramici. Il vasellame ricoperto da smalto stannifero importato in Italia proveniva prevalentemente da aree del Bacino Mediterraneo sotto l'influenza islamica, in particolare dalla Tunisia, Egitto, al-Andalus (comprese le Isole Baleari) e dalla Sicilia islamica. Sempre nella città toscana, si registrano importanti contatti culturali e commerciali con maestranze andaluse e maiorchine che già a partire dalla fine del X secolo producevano maioliche arcaiche. Grazie a questi contatti è possibile che alcuni ceramisti stranieri si siano trasferiti nella penisola italiana e con loro portarono la conoscenza che permise la diffusione della tecnica.
Analogamente lo sviluppo assai precoce della maiolica di Ariano (città sede a quel tempo di una potente grancontea a cavallo dell'Appennino campano) è stato posto in relazione con gli intensi interscambi manifatturieri sia con il mondo arabo (tramite l'insediamento musulmano di Lucera) sia con l'impero bizantino (tramite i ducati di Napoli e Amalfi)..

## Tecnica di produzione
I vasi in maiolica arcaica si contraddistinguono per una doppia cottura in ambiente ossidante, per favorire il colorito roseo dell'impasto. Dopo la prima cottura si ottiene il cosiddetto biscotto che poteva essere utilizzato anche in questa forma semplice, priva di decorazione. Al fine di ottenere il prodotto smaltato si procedeva alla stesura di uno strato di smalto stannifero, dal tipico colore bianco, all'esterno del vaso (se si trattava di una forma chiusa, altrimenti all'interno se si trattava di una forma aperta) mentre la restante porzione del corpo veniva rivestita di una vetrina piombifera. Una volta seccatosi lo smalto venivano pitturate le decorazioni con il solo utilizzo del colore verde, ottenuto con una miscela di ossido di rame, e del colore nero/bruno, ottenuto con ossido di manganese. Il vaso subiva poi la seconda cottura ed era poi pronto per la commercializzazione.

## Le decorazioni
I vasi in maiolica arcaica rappresentano esempi unici di bellezza per quanto riguarda le decorazioni. Esse potevano essere di vario tipo, anche a seconda del periodo di produzione del contenitore. 
Durante il primo periodo di produzione (circa 1220-1280) le forme aperte, che rappresentavano la percentuale maggiore, presentavano motivi geometrici tesi per lo più a riempire l'intero spazio a disposizione.
Nel secondo periodo invece (circa 1280-1350) si assiste ad un bilanciameento tra forme chiuse ed aperte e le decorazioni si arricchiscono. Il panorama decorativo prevedeva infatti motivi geometrici, ma anche floreali, vegetali, faunistici, mitologici o araldici.
Con il terzo periodo, ultima fase di produzione della maiolica arcaica (circa 1350-1450), si procede invece verso un declino qualitativo dei prodotti, tanto da arrivare alla commercializzazione di vasi solamente smaltati di bianco, la cosiddetta maiolica arcaica monocroma, privi quindi di ogni altro colore.

## Famiglie
- Famiglia verde
- Zaffera a rilievo
- Famiglia gotico floreale
- Famiglia a occhio di penna di pavone
- Famiglia a palmetta persiana
- Maiolica ispano-moresca